# Petroscirtes lupus
Petroscirtes lupus és una espècie de peix de la família dels blènnids i de l'ordre dels perciformes.

## Morfologia
- Els mascles poden assolir 13 cm de longitud total.[1]

## Reproducció
És ovípar.

## Hàbitat
És un peix marí de clima temperat i associat als esculls de corall.

## Distribució geogràfica
Es troba a Austràlia (Queensland, Nova Gal·les del Sud i l'Illa de Lord Howe) i Nova Caledònia.